# Lucena Club de Fútbol
El Lucena Club de Fútbol fue un club de fútbol de la localidad de Lucena (Provincia de Córdoba (España)). Desde el año 2007 cuenta con un equipo filial, el Lucena CF B, ya desaparecido y el filial ha pasado a llamarse CD Ciudad de Lucena, tras un acuerdo con dicho club.
En la temporada 2006/07 el conjunto lucentino ascendió por primera vez a la categoría 2ª B. 
En la temporada 2009/10, cerca del descenso administrativo, el equipo pasó a manos del grupo de lucentinos "Salvemos al Lucena CF" que dirige el club en una junta gestora.[cita requerida]
En el verano de 2014 el club fue vendido a un grupo de inversores madrileños con Eduardo Bouzón como cabeza visible junto a Javier Martí Asensio, manteniendo la estructura de gestora y con numerosos miembros de la plataforma anterior. 
En diciembre de 2015, en plena temporada, el Lucena C.F. se retira de la competición y se disuelve.[cita requerida]

## Historia

### Fundación
El Atlético Lucentino Industrial se fundó en 1968 tomando el relevo de la UD Lucentina. Después de muchos años en categorías provinciales consigue el ascenso a la Tercera División en 1983 aunque su primer paso por la categoría fue efímero ya que después de la temporada 1983/84 volvió a la Preferente cordobesa. 

### Ascenso a segunda B
No sería hasta la temporada 1989/90 cuando volviera de nuevo a conseguir el ascenso, categoría que se mantuvo hasta la 1994/95 que tras una mala temporada (18º en la clasificación) se volvió a descender. Al año siguiente se consiguió de nuevo el retorno a Tercera que ya no abandonaría hasta esta temporada 2006/07 en la que se consigue el ascenso a Segunda División B después de la disputa de 3 liguillas de ascenso, justo en el año en el que se cambia el nombre al equipo que pasa a llamarse Lucena Club de Fútbol. 
Los jugadores que componían la plantilla que ha conseguido el primer ascenso del Lucena C.F. a Segunda División B estaba formada por Díaz, Montes y Jon Ander (jugó 5 partidos antes de coger la gerencia del Club) como porteros, Juani (el gran capitán), Berenguer, Juanlu, Javi Domínguez, Miguel Jiménez, Francis y Nayim como defensas, Sarmiento, José Jesús Lanza, Juan Carlos, Michael, Guille, Dani Lanza, el argentino Sampaoli y David Anaya como centrocampistas y como atacantes José Antonio Pineda (máximo artillero local con 17 goles), Beto y el ídolo de la afición Izco (fue el que consiguió el gol definitivo para entrar en la liguilla y para el ascenso). También pasaron y formaron parte del plantel los locales Comino, Cisco Jurado, Tomaso y Paco Molina además de Sergio Gil (lesionado) y de Olmedo, Chico, Juanjo Pino, Rafa Navarro y Espejo.
Como entrenador se comenzó la campaña con Rafael Berges al mando que fue destituido por desavenencias con la directiva y sustituido por el jerezano José Antonio Luna que termina la temporada regular consiguiendo el tercer puesto en la clasificación y el pase a los Playoffs. Tras el primer partido de éstos fue destituido para dar un giro a la situación y le sustituye Francisco Gutiérrez Vera y contratándose como manager a Nene Montero.

### Problemas económicos
A nivel de directiva, la cosa fue incluso más movida. Empezó la temporada como presidente Juan Antonio Guardeño, que llevaba en el cargo 5 temporadas, y que junto con su directiva e incluso también el Ayuntamiento de Lucena se vieron engañados por una persona (José González) que en nombre de un grupo inversor que luego se descubrió que no existía, lo que se significó en una grave crisis institucional debido al endeudamiento en el que se embarca el club para acometer el sueño del ascenso cuando estaba respaldado por un grupo inversor que no fue tal. Fue en ese momento cuando surge la figura de Jon Ander López, que había sido fichado como jugador de la plantilla, y este decide asumir el cargo de director general del club mientras se buscaban soluciones. El 1 de marzo de 2006 dimite Juan Antonio Guardeño y Jon Ander López asume la presidencia que junto con los apoyos buscados en las empresas lucentinas se consigue salir adelante, incluso se inician los trámites para la conversión del club en Sociedad Anónima Deportiva, para lo cual se inició una campaña de suscripción de acciones en la que se emitirán 1.500 acciones a 1.000 euros, y se empieza a planificar un plan de viabilidad que pasa por la explotación de las instalaciones concedidas por el Ayuntamiento en el nuevo Estadio que en breve debería comenzar su construcción. Todo esto pasa por la profesionalización de todas las estructuras del club, proyecto que es el que estaba llevando a cabo su presidente Jon Ander López.
El organigrama económico actual del club se está definiendo apostando por el patrocinio local y bajo la gestión del presidente nombrado anteriormente.

### Debut en Segunda B
El 26 de agosto de 2007 debuta en Segunda B como visitante frente al Écija, donde consigue sacar un punto, después de que el partido quedara 1-1 con gol de Sarmiento, que será recordado por haber marcado el primer gol del Lucena CF en 2ªB. Este mismo año y coincidiendo con el ascenso a 2ªB, se creó el segundo equipo, que se llama Lucena CF B.
El domingo 9 de marzo de 2008 se jugó el último partido en el estadio Municipal de Lucena con victoria de los locales ante el Talavera por 2-0 con goles de Dani Lanza y Diego Herrera. Hasta la construcción del nuevo estadio, el Lucena se va a desplazar a jugar a los campos de césped artificial de la ciudad deportiva.
La primera temporada en Segunda B (2007/08), concluyó con la décima posición. Después de la buena temporada del equipo, el primer objetivo del club es convertirlo en Sociedad Anónima Deportiva, para poder comenzar la planificación deportiva para la próxima campaña y comenzar con la construcción del nuevo estadio municipal, que se plantea que esté construido para la temporada 2009/10. El 11 de junio de 2008, Jon Ander López presenta su dimisión como presidente del Lucena C.F., algo que se rumoreaba desde la conclusión de la liga, debido al enfrentamiento que mantenía con Francisco Ramírez Aceituno, hasta entonces vicepresidente del club y portavoz del grupo inversor al que pertenecía, por varios motivos, entre ellos la planificación de la plantilla para la próxima temporada.

### La salvación
La temporada 2008/09 empezó dirigida por "Nene" Montero, dándole continuidad a la temporada anterior. Junto a Rafael Rojas confeccionaron la plantilla, prácticamente nueva, ya que solo continuaron 8 jugadores de la anterior campaña. El jugador que se suponía que iba a marcar las diferencias en este grupo, era el delantero brasileño Anderson Costa, que venía con un cartel imposible de mejorar, pero no terminó adaptándose y dejó la disciplina en enero, solo consiguiendo un gol y sin hacerse con la titularidad. Otros fichajes de renombre eran el de Antonio y Julio Pineda, procedentes del Córdoba, y a pesar de ser jugadores veteranos y conocidos nacionalmente, no lograron rendir al nivel exigido, ya que Julio Pineda solo logró 1 gol en toda la temporada, y tanto él como Antonio no lograron hacerse con la titularidad. En los que acertaron de lleno, fue con los fichajes del francés Babin, Sergio Ortiz, Rubén García y Troiteiro que han cuajado una muy buena temporada. El resto de los nuevos fichajes han rendido al nivel esperado.
El equipo empezó la temporada dando dos imágenes muy distintas, donde fuera de casa no encontraba el buen juego (San Fernando 4-0 Lucena) y (Puertollano 4-0 Lucena), en casa parecía que "el futbolín" iba a ser un fortín, hasta que en la jornada 9 el Betis "B" consiguiese un triunfo por 1-2. El equipo se mantenía en la zona tranquila, hasta la jornada 15 cuando encadenó 3 derrotas consecutivas: (Lucena 0-3 Guadalajara), (Roquetas 3-0 Lucena) y (Lucena 2-3 Granada 74), y se situó a 3 puntos del descenso directo. 
Después de la derrota en Roquetas el técnico Antonio Montero fue destituido, debido a la mala racha del equipo, aunque se rumorea que hubo un desencuentro con el presidente. Fue sustituido por Antonio Gutiérrez, aunque el partido del Granada 74 fue dirigido por Juani, el 2º entrenador. Remontó un poco el vuelo y en la jornada 22, se situaba con 29 puntos, 9 sobre el descenso. Pero la alegría no iba a durar mucho, ya que el equipo acumuló una racha negativa de 13 partidos sin conocer la victoria, y solo 4 empates, lo que sumó 4 de los 39 puntos posibles. Esto provocó la dimisión de Antonio Gutiérrez tras caer por 3-0 en Marbella.
Le sustituyó en el banquillo el hasta entonces jugador del Lucena, que se encontraba lesionado, Alberto Monteagudo. Debido a esto al comienzo de la jornada 36 (a 3 del final), el Lucena se encontraba en puestos de descenso, con 33 puntos, a 6 de la salvación directa (la marcaba el Écija con 39, ya que el San Fernando tenía 38 pero le ganaba en el goal average particular). Pero lo que parecía imposible, se convirtió en milagro y tras las contundentes victorias en Granada (Granada 74 0-3 Lucena) y (Lucena 4-0 Portuense), se llegó a la última jornada dependiendo de sí mismo para evitar el descenso directo. Se jugó el domingo 10 de mayo a las 18:00 horario unificado, y las cosas no podían empezar mejor, ya que a los 14 minutos, el Lucena ganaba 0-2 al Conquense, pero la alegría duró poco y a los 3 minutos recortaron distancias, con el 1-2. La tensión y los nervios eran máximos, más aún en el descanso, sabiendo que el San Fernando ganaba 3-0 al Puertollano, el Écija 2-1 al Linares y el Antequera empataba sin goles en su visita al Granada 74. La 2ª parte tuvo mucha tensión pero poco juego, pero la suerte se alió con el Lucena desde los transistores, con la impensable remontada del Puertollano (San Fernando 3-5 Puertollano) y la victoria del Granada 74 1-0 al Antequera. (El partido del Lucena tuvo 9 minutos de descuento debido a la lesión del linier) con estos resultados al Lucena le valía el empate, y así fue, en el descuento empataba el Conquense 2-2, pera ya no hubo tiempo para más, y la locura se desató en los casi 100 aficionados que asistieron para ver como su equipo permanecía un año más en la categoría de bronce del fútbol español.

### Actualidad
En la temporada 2011-2012 jugó los play-offs de ascenso a Segunda, después de quedar tercero en liga. Fue eliminado por la SD Ponferradina después de haber superado en la primera ronda al Huracán Valencia.
En la temporada 2012-2013 también se consiguió la clasificación para los play-offs de ascenso, enfrentándose nuevamente al Huracán Valencia . En la ida en casa ganó 1-0, la vuelta se disputaba el 2 de junio y perdía 3-0.
En la temporada 2013-2014 tras un año de altibajos terminó la liga en el 9 puesto sin opción a Copa del Rey. En junio de 2014 la gestión del club pasó a manos de un grupo inversor madrileño con Eduardo Bouzón y Javier Martín Asensio a la cabeza.
En la temporada 2014/2015 tras una pésima gestión del grupo de inversores madrileños llevaron al equipo a la ruina culminándolo con el descenso a la Tercera división Española, tras la derrota ante la Roda (Roda 2-0 Lucena C.F) ya el descenso era definitivo.

## Uniforme
- 1ª equipación: Camiseta celeste, pantalón blanco y medias celestes.
- 2ª equipación: Camiseta blanca con franja roja y negra, pantalón negro y medias negras.
- 3ª equipación: Camiseta amarilla, pantalón grana y medias amarilla.
- 1ª Portero: Camiseta gris con un detalle en rojo y negro de forma vertical en el centro, pantalón gris y medias grises.
- 2ª Portero: No presentada

## Estadio
El Lucena CF disputa sus partidos en casa en el Estadio Ciudad de Lucena. El 16-01-11 tuvo lugar la inauguración del estadio ante la AD Ceuta a la que ganó por la mínima.
El estadio se encuentra a las afueras de la ciudad aunque comunicado por una pasarela peatonal con la ciudad además de con autobuses gratuitos los días de partido.
El Ciudad de Lucena tiene una capacidad actual de 5.000 personas a la espera de que sea terminado totalmente. Cuando se estima que podría alcanzar los 10 000 espectadores.

## Datos del club
- Temporadas en 1ª División: 0
- Temporadas en 2ª División: 0
- Temporadas en 2ª División B: 8
- Temporadas en 3ª División: 18

## Palmarés

### Trofeos amistosos
- Trofeo Ciudad de Lucena (2006, 2009)
- Trofeo Feria del Valle (2009)
- Trofeo Ciudad del Torcal (Antequera) (2012)
- Trofeo Ciudad de Linares (2013)